# وان لیبرتی پلازا
وان لیبرتی پلازا (به انگلیسی: One Liberty Plaza) که در گذشته با عنوان ساختمان یو. اس. استیل (به انگلیسی: U.S. Steel Building) شناخته می‌شد، یک آسمان‌خراش است که در منهتن در نیویورک در ایالات متحده آمریکا قرار دارد. این ساختمان در محل سابق ساختمان سینگر (به انگلیسی: Singer Building) و سیتی اینوستینگ بیلدینگ(به انگلیسی: City Investing Building) ساخته شده‌است. مالک کنونی ساختمان، بوستون پراپرتیس است.
این ساختمان ۷۴۳ پا (۲۲۶ متر) ارتفاع و ۵۴ طبقه دارد و ساخت آن در سال ۱۹۷۳ به پایان رسید.

## در رسانه
در فیلم شوالیه تاریکی برمی‌خیزد اثر کریستوفر نولان این ساختمان با عنوان برج وین در گاتهام سیتی به نمایش درآمد.

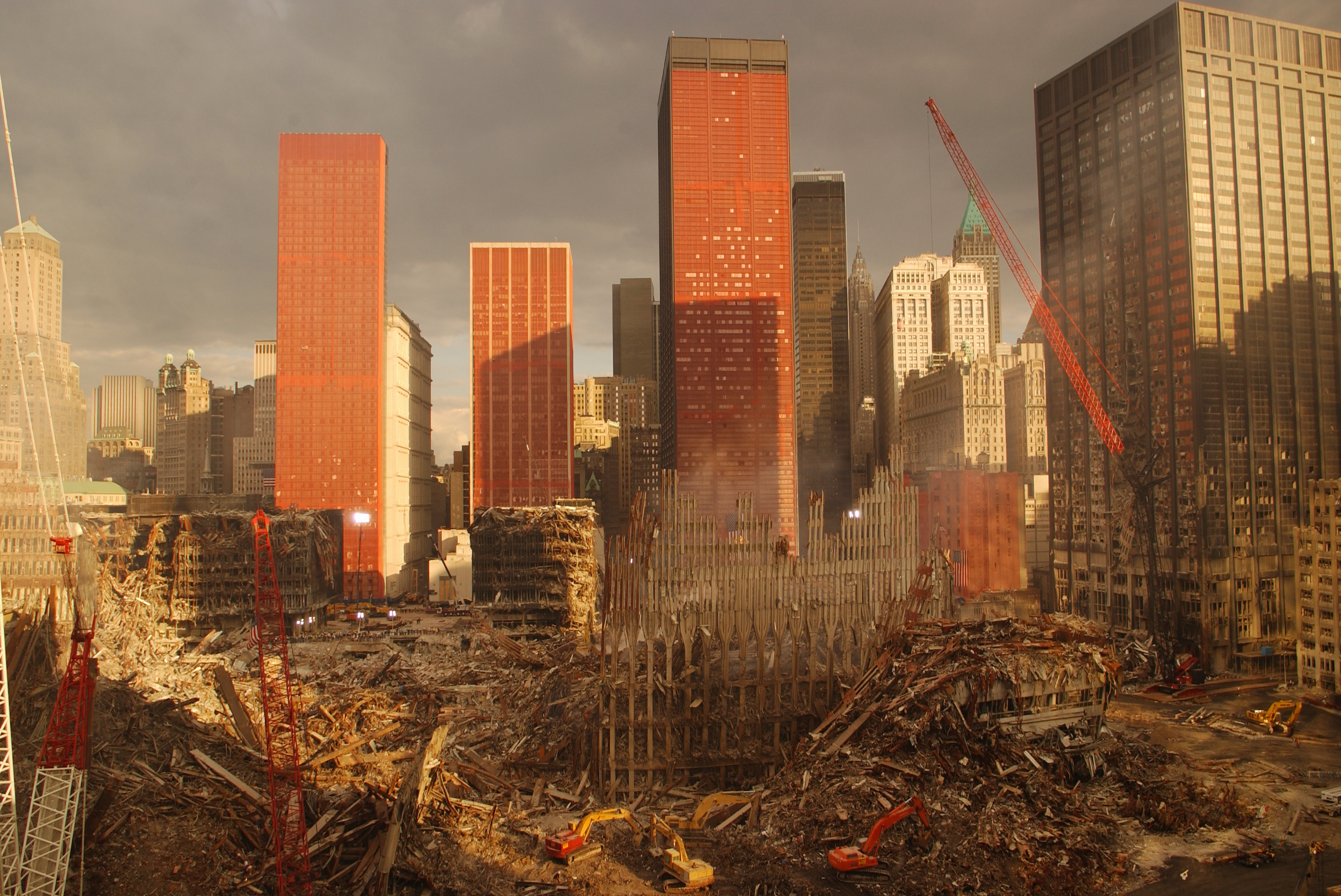
تصویری از مرکز تجارت جهانی و وان لیبرتی پلازا، ۱۷ روز پس از حملات ۱۱ سپتامبر